# Салама, Давид Саар
Давид Саар Салама (ивр. דוד סער סלמה‎, род. 4 марта 1969, Атлит, Хадера) — израильский военный деятель, вице-адмирал Армии обороны Израиля, командующий ВМС Израиля.

## Биография
Родился 4 марта 1969 года в Атлите. Окончил школу Реали в Хайфе. В 1987 году начал воинскую службу в ВМС Израиля в составе Шайетет 13 (13-я флотилия), позже прошёл пехотные офицерские курсы на базе Бахад 1. По окончании курсов вернулся на флот, где стал командиром отряда: воевал на юге Ливана и на Западном берегу. Служил инструктором в Шайетет 13.
Затем Салама прошёл курсы офицеров в Израильской военно-морской академии. Поступил в Школу военно морского командования, которую успешно окончил, также прошёл учёбу в колледже ВМС США. Проходил службу на одном из ракетных кораблей в должности командира отделения, отвечая за навигацию и связь.  2000—2002 годах — командир ракетного катера «Яффо».
В 2002 году был произведён в подполковники и назначен командиром 916-й эскадры. В 2006—2007 годах — начальник по вопросам подготовки личного состава ВМС Израиля. В 2007—2008 годах — командир 31-го дивизиона Шайетет 3 (3-й флотилии ракетных кораблей). С 2008 по февраль 2010 года — командир базы израильских ВМС «Эйлат», участник операций в Красном море.
С февраля 2010 года командир базы ВМС «Ашдод». До августа 2011 года совместно с Южным военным округом участвовал в операциях в Секторе Газа. В 2011—2013 годах — командир Шайетет 3, участник операции «Облачный столп».
В 2013—2014 годах Салама учился в Колледже национальной безопасности (МАБАЛь). 7 августа 2014 года произведён в бригадные генералы и назначен командиром базы ВМС «Хайфа», служил там до 16 августа 2017 года. В 2017—2019 годах — заместитель командира штаба глубины. 15 марта 2019 года был назначен начальником штаба военно-морского флота, служил до августа 2021 года. 1 февраля 2021 года было принято решение о повышении его в звании до вице-адмирала и назначении следующим командующим военно-морского флота Израиля.
С 1 сентября 2021 года имеет звание генерал-майора ЦАХАЛ. Со 2 сентября 2021 года — командующий флотом ВМС Израиля.